# Ophiomusium tripassalotum
Ophiomusium tripassalotum är en ormstjärneart som beskrevs av Clark 1917. Ophiomusium tripassalotum ingår i släktet Ophiomusium och familjen Ophiolepididae. Inga underarter finns listade i Catalogue of Life.